# 新古塔 (列季奇夫區)
49°16′46″N 27°42′44″E / 49.27944°N 27.71222°E
新胡塔（烏克蘭語：Нова Гута）是位於烏克蘭西部的村莊，由赫梅利尼茨基州裡赫梅利尼茨基區的萊蒂奇夫市鎮負責管轄。該村面積0.16平方公里，海拔高度317米，2001年人口27，人口密度每平方公里168.8人。